# Les Guignols De L'info
Les Guignols De L'info is een videospel voor het platform Philips CD-i. Het spel werd uitgebracht in 1995. 